# Кимсвик (Мисури)
Кимсвик (енгл. Kimmswick) град је у америчкој савезној држави Мисури.

## Демографија
По попису из 2010. године број становника је 157, што је 63 (67,0%) становника више него 2000. године.
| Група             | 2000.      | 2010.       |
| Белци             | 84 (89,4%) | 140 (89,2%) |
| Афроамериканци    | 1 (1,1%)   | 2 (1,3%)    |
| Азијати           | 0 (0,0%)   | 10 (6,4%)   |
| Хиспаноамериканци | 0 (0,0%)   | 2 (1,3%)    |
| Укупно            | 94         | 157         |